# Кароліс Шлікас
Ка́роліс Шлі́кас (лит. Karolis Šlikas; народився 2 листопада 1983, Електренай, Литва) — литовський хокеїст, нападник. Наразі виступає за «Енергія» (Електренай). 

## Спортивна кар'єра
У складі національної збірної Литви учасник кваліфікаційних турнірів до зимових Олімпійських ігор 2010, учасник молодіжних збірних країни (U18 та U20) на юніорських чемпіонатах світу, та почав виступати за головну команду країни з 2006 року, на чемпіонатах світу — 2006 (дивізіон I), 2007 (дивізіон I), 2008 (дивізіон I), 2009 (дивізіон I) і 2010 (дивізіон I).
Виступав за «Енергія» (Електренай), «Призма» (Рига), «Земгале».